# 2e Match des étoiles de la Ligue nationale de hockey
[[1er Match des étoiles de la Ligue nationale de hockey|Match précédent]] Match suivant
Le deuxième Match des étoiles de la Ligue nationale de hockey a lieu le 3 novembre 1948 dans le domicile des Blackhawks de Chicago, le Chicago Stadium à Chicago aux États-Unis devant 12794 spectateurs. Les Étoiles de la LNH l'emportent par la marque de 3 à 1 sur les champions en titre de la Coupe Stanley, les Maple Leafs de Toronto.

## Effectifs

### Maple Leafs de Toronto
L'équipe est entraînée par Hap Day.
| No | Nom                  | Position       |
| -- | -------------------- | -------------- |
| 1  | Turk Broda           | Gardien de but |
| 2  | Jimmy Thomson (en)   | Défenseur      |
| 3  | Gus Mortson          | Défenseur      |
| 5  | Garth Boesch (en)    | Défenseur      |
| 14 | Vic Lynn             | Défenseur      |
| 18 | Bill Juzda (en)      | Défenseur      |
| 19 | Bill Barilko         | Défenseur      |
| 20 | Frank Mathers        | Défenseur      |
| 4  | Harry Watson         | Ailier gauche  |
| 7  | Max Bentley          | Centre         |
| 8  | Joe Klukay (en)      | Ailier gauche  |
| 9  | Ted Kennedy          | Centre         |
| 11 | Howie Meeker         | Ailier droit   |
| 12 | Bill Ezinicki (en)   | Ailier droit   |
| 15 | Les Costello (en)    | Ailier Gauche  |
| 16 | Fleming Mackell (en) | Centre         |
| 17 | Cal Gardner (en)     | Centre         |

### Équipe d'étoiles de la LNH
L'équipe est entraînée par Tommy Ivan des Red Wings de Détroit.
| Nom              | Équipe                | Position       |
| ---------------- | --------------------- | -------------- |
| Frank Brimsek    | Bruins de Boston      | Gardien de but |
| Bill Durnan      | Canadiens de Montréal | Gardien de but |
| Émile Bouchard   | Canadiens de Montréal | Défenseur      |
| Bill Quackenbush | Bruins de Boston      | Défenseur      |
| Kenny Reardon    | Canadiens de Montréal | Défenseur      |
| Jack Stewart     | Red Wings de Détroit  | Défenseur      |
| Doug Bentley     | Blackhawks de Chicago | Ailier gauche  |
| Neil Colville    | Rangers de New York   | Centre         |
| Woody Dumart     | Bruins de Boston      | Ailier gauche  |
| Gordie Howe      | Red Wings de Détroit  | Ailier droit   |
| Elmer Lach       | Canadiens de Montréal | Centre         |
| Edgar Laprade    | Rangers de New York   | Centre         |
| Tony Leswick     | Rangers de New York   | Ailier gauche  |
| Ted Lindsay      | Red Wings de Détroit  | Ailier gauche  |
| Bud Poile        | Blackhawks de Chicago | Centre         |
| Maurice Richard  | Canadiens de Montréal | Ailier droit   |
| Milt Schmidt     | Bruins de Boston      | Centre         |
| Gaye Stewart     | Red Wings de Détroit  | Ailier gauche  |

## Feuille de match
| 3 novembre 1948 | Étoiles de la LNH | 3-1 (0-0, 3-1, 0-0) | Maple Leafs de Toronto | Chicago Stadium 12 794 spectateurs |

| Feuille de match                 | Feuille de match                                                                              | Feuille de match | Feuille de match                        | Feuille de match                                    |
| -------------------------------- | --------------------------------------------------------------------------------------------- | ---------------- | --------------------------------------- | --------------------------------------------------- |
|                                  | Lindsay (Richard, Lach) — 21 min 35 s Dumart — 23 min - G. Stewart (D. Bentley) — 39 min 32 s | 1-0 2-0 2-1 3-1  | - M. Bentley (Costello) — 25 min 13 s - | Arbitrage : Bill Chadwick Sam Babcock, Harold March |
| Brimsek (30 min) Durnan (30 min) | Gardiens                                                                                      | Broda            |                                         | Arbitrage : Bill Chadwick Sam Babcock, Harold March |
|                                  |                                                                                               |                  |                                         | Arbitrage : Bill Chadwick Sam Babcock, Harold March |
|                                  |                                                                                               |                  |                                         | Arbitrage : Bill Chadwick Sam Babcock, Harold March |